# Corpus Mysticum

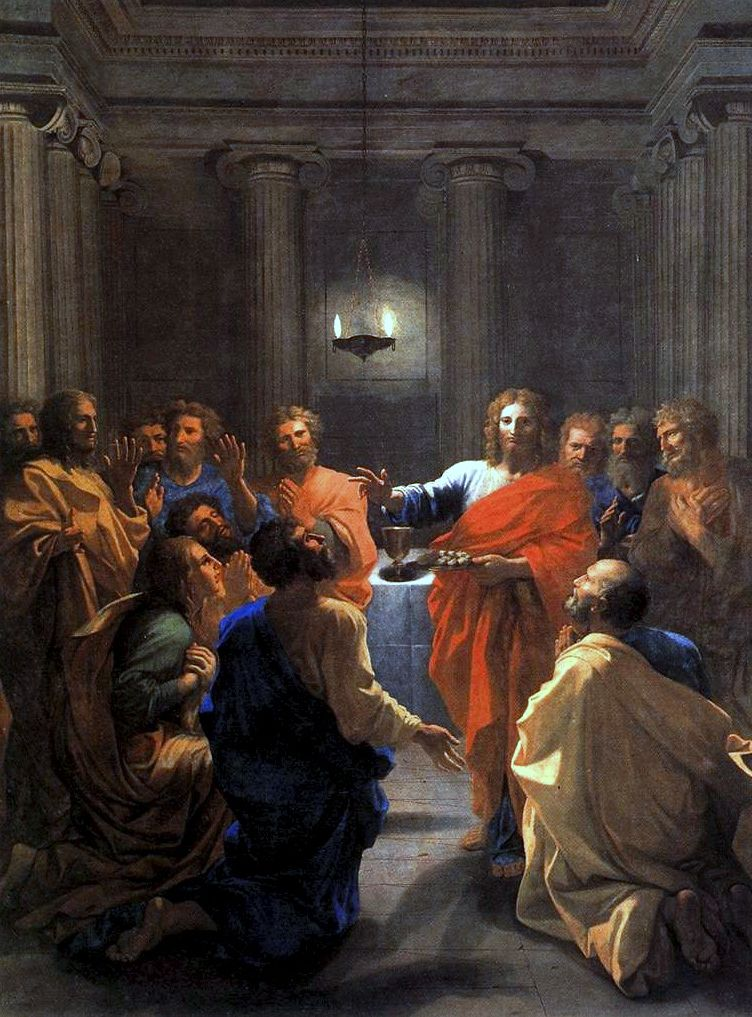
La institución de la Eucaristía por Nicolas Poussin, 1640

Corpus Mysticum (en latín), cuyo significado es Cuerpo místico es el nombre dado a la Iglesia como un cuerpo único en que Pablo describe a la Iglesia como un cuerpo único, siendo el propio Cristo su Cabeza.
Este nombre apareció en la Biblia, utilizado por Pablo en la 1Corintios 12: 12-14, en que describe a la Iglesia como el cuerpo de Jesucristo. Otras referencias son encontradas en  Colosenses 1: 18, Colosenses 1: 24 así como en Romanos 12: 5, Efesios 3: 6 y Efesios 5: 23.
La Eucaristía es también conocido como el corpus verum o corpus christi, o también corpus naturale, según lo descrito por el propio Cristo en la Biblia en el Lucas 22:19-20.

## Iglesia católica
La Iglesia católica cree que la única y verdadera Iglesia de Cristo, "como sociedad constituida y organizada en el mundo, subsiste (subsistit in)" en ella. Por lo tanto, los fieles a través de la fe en Cristo y del sacramento del Bautismo son partes de la Iglesia y miembros de este Cuerpo único, místico, inquebrable y divino, cuya cabeza invisible y divina es el propio Cristo y la cabeza visible o terrenal es el Papa. Este nombre también se basa en la creencia de que los fieles están unidos íntimamente a Cristo, por medio del Espíritu Santo, sobre todo en la Eucaristía.
Esta creencia es una de las principales razones de la resistencia católica, casi siempre por parte de los católicos tradicionalistas, en creer otras iglesias cristianas, pues argumentan que siendo la Iglesia Católica el Cuerpo Místico de Cristo, distribuirla, criando otra Iglesia sería un acto tan abominable y herético como el de "amputar y desmembrar el Cuerpo de Cristo". El estadounidense Paul Billheimer habla sobre esta cuestión:
“La desunión del Cuerpo de Cristo es el escándalo de los siglos. Creo que se trata del más espantoso y destructivo de los pecados de las Iglesias [Protestantes]. A falta en reconocernos (...) y preservarnos en la unidad del Cuerpo de Cristo en la Tierra es equivalente a reabrir sus llagas en la cruz. El pecado de la desunión es un pecado contra el cuerpo y la sangre de Jesús se explicita en el Juan 17. Es también el mayor obstáculo a la salvación del mundo”.
Sin embargo, el Magisterio de la Iglesia Católica enseña que los cristianos no católicos también son, a pesar de en un modo imperfecto, miembros inseparables del Cuerpo de Cristo, por medio del Bautismo. O sea, ellos son considerados como elementos de la única Iglesia de Cristo, que "subsiste (subsistit in) la Iglesia Católica". Por eso, estas comunidades cristianas disponen de muchos, mas no de la totalidad, de los elementos de santificación y de verdad necesarias para la salvación, siendo esta posición católica una de las bases del ecumenismo actual. Pero, "la fuente de todos esos elementos de santificación es, siempre, la Iglesia Católica".

### Pío XII
El Papa Pío XII, en su encíclica Mystici Corporis Christi (1943), reafirmó que la Iglesia de Cristo, que es (o está o subsiste en) la Iglesia Católica, es un Cuerpo místico encabezado por Cristo. El Papa explicita que la Iglesia es llamada Cuerpo, porque es una entidad viva, formada por fieles vivos, que son sus miembros; la Iglesia es llamada Cuerpo de Cristo, porque Cristo es su Cabeza y su Fundador; la Iglesia es también llamada Cuerpo místico, porque ella no es una institución puramente humana, material y terrenal, pero también no es una entidad puramente espiritual y divina. La Iglesia es, pues, una comunión supranacional y unificadora de todo el género humano con y en Dios.
Esta encíclica de Pio XII, por su tema tratado, tuvo grandes repercusiones en el seno de la Iglesia Católica, levantando muchos debates y discusiones sobre su contenido que llegan hasta nuestros días. A modo de ejemplo, debido a sus enseñanzas teológicas, se reafirmó que los fieles católicos, tanto clérigos como laicos o consagrados, gozaban de igual dignidad entre sí, por ser miembros de un mismo cuerpo, sólo diferenciándose en sus funciones. Esta encíclica, que se basa en la teología de San Pablo, también influyó fuertemente en el Concilio Vaticano II (1962-1965), que utilizó y defendió este concepto de la Iglesia (la Iglesia como Cuerpo Místico de Cristo) en su constitución dogmática Lumen Gentium, que se ocupa de la naturaleza y la constitución de la Iglesia.